# Caussols
Caussols ist eine südfranzösische Gemeinde im Département Alpes-Maritimes in der Region Provence-Alpes-Côte d’Azur. Sie gehört zum Arrondissement Grasse und zum Kanton Valbonne. Die Bewohner nennen sich Caussolois. 

## Lage
Die Gemeinde liegt im Regionalen Naturpark Préalpes d’Azur.
Die angrenzenden Gemeinden sind Cipières im Norden, Gourdon im Osten, Le Bar-sur-Loup im Südosten,  Saint-Vallier-de-Thiey im Südwesten und Andon im Westen.

## Bevölkerungsentwicklung
| Jahr      | 1962 | 1968 | 1975 | 1982 | 1990 | 1999 | 2008 | 2016 |
| --------- | ---- | ---- | ---- | ---- | ---- | ---- | ---- | ---- |
| Einwohner | 43   | 60   | 61   | 99   | 117  | 150  | 231  | 274  |

## Sehenswürdigkeiten
- Kirche Saint-Lambert, erbaut im 12. Jahrhundert und im 19. Jahrhundert verändert (Retabel als Monument historique geschützt)